# 汪祖绶
汪祖绶，安徽盱眙县（今江苏盱眙）人，清朝政治人物。进士出身。
咸豐六年（1856年）登丙辰科進士，同治八年（1869年）七月任江苏金山县知县。同治十一年（1872年）九月去職。改任青浦县知县，光緒三年（1877年）由张庭兰接任。